# پشن پیکچرز
پشن پیکچرز (انگلیسی: Passion Pictures) شرکت فیلم‌سازی بریتانیایی است، که در سال ۱۹۸۷ تأسیس شد.